# 川崎勇者雷霆
川崎勇者雷霆（日语：川崎ブレイブサンダース），是B聯賽的球隊之一，成立於1950年，母企業為網路公司DeNA，主場根據地為神奈川縣川崎市，主場館為川崎市等等力體育館。

## 歷史
1950年，東芝成立籃球隊，名為「東芝小向」，並在1955年加入業餘聯賽，1975年，更名為「東京芝浦電氣」，並在1983年升上甲級聯賽，1999年及2000年分別達成業餘聯賽二連霸，並將隊名改為「東芝勇者雷霆」，2007年，日本籃球聯賽成立，球隊升格為職業球隊，直到2013年日本籃球聯賽改組為全國籃球聯賽，球隊才跟著加入改組的聯賽，並在該年改名為「神奈川東芝勇者雷霆」。
2016年，全國籃球聯賽和BJ聯盟合併成新的B聯賽，因此球隊也加入了新的聯賽，並隸屬於B1聯賽的中地區，且球隊也改為現名，並以神奈川縣川崎市的川崎市等等力體育館作為主場館，2017-18賽季，所屬區域變更為東地區，但隔年球季，又再度變回中地區，直到2020-21賽季，B聯賽官方作出球隊所屬區調整，將中地區之球隊平均分配到東、西兩地區，因此才又回到東地區。
2017年，東芝出現經營危機，並將球隊轉手至DeNA，結束東芝經營籃球隊長達67年的歷史。

## 歷任總教練
| 教練名   | 接任年份 | 解任年份 | 總冠軍 | 聯盟                                                                      | 備註 |
| 田中輝明 | 2007年   | 2011年   |        | JBL                                                                       |      |
| 北卓也   | 2011年   | 2019年   | 2次    | JBL（2011年–2013年） 全國籃球聯賽（2013年–2016年） B聯賽（2016年–2019年） |      |
| 佐藤賢次 | 2019年   |          |        | B聯賽                                                                     |      |

- 以JBL成立時間開始計算

## 歷年成績

### JBL時期
| 球季    | 勝 | 敗 | 勝率  | 排名 | 備註                     |
| 2007–08 | 13 | 22 | 0.371 | 7    |                          |
| 2008–09 | 15 | 20 | 0.429 | 6    |                          |
| 2009–10 | 22 | 20 | 0.524 | 5    |                          |
| 2010–11 | 17 | 19 | 0.472 | 4    | 因東日本大地震取消季後賽 |
| 2011–12 | 8  | 34 | 0.190 | 8    |                          |
| 2012–13 | 29 | 13 | 0.690 | 3    |                          |

### NBL時期
| 球季    | 勝 | 敗 | 勝率  | 排名    | 備註              |
| 2013–14 | 46 | 8  | 0.852 | 東區第1 | 東地區冠軍 總冠軍 |
| 2014–15 | 38 | 16 | 0.704 | 東區第4 |                   |
| 2015–16 | 37 | 17 | 0.685 | 3       |                   |

### B聯賽時期
| 球季    | 聯盟   | 勝 | 敗 | 勝率  | 排名      | 備註                              |
| 2016–17 | B1聯賽 | 49 | 11 | 0.817 | 中地區第1 | 中地區冠軍                        |
| 2017–18 | B1聯賽 | 41 | 19 | 0.683 | 東地區第3 |                                   |
| 2018–19 | B1聯賽 | 40 | 20 | 0.667 | 中地區第2 |                                   |
| 2019–20 | B1聯賽 | 31 | 9  | 0.775 | 中地區第1 | 中地區冠軍 因COVID-19取消剩餘賽季 |
| 2020–21 | B1聯賽 | 43 | 16 | 0.729 | 東地區第3 |                                   |
| 2021–22 | B1聯賽 | 42 | 13 | 0.764 | 東地區第2 |                                   |
| 2022–23 | B1聯賽 | 40 | 20 | 0.667 | 中地區第1 | 中地區冠軍                        |

## 外部連結
- 川崎勇者雷霆官方網站 （页面存档备份，存于）（日語）
- 川崎勇者雷霆的X（前Twitter）（日語）
- 川崎勇者雷霆的Instagram帳戶（日語）
- 川崎勇者雷霆的Facebook專頁（日語）